# Groene appeltakluis
De groene appeltakluis (Aphis pomi) is een polyfage bladluis die behoort tot de familie van de Aphididae. De luis komt voor op appel, peer, meidoorn, cotoneaster en andere houtige gewassen.

## Beschrijving
De groene appeltakluis overwintert als ei op de appel, peer, meidoorn, cotoneaster of andere houtige gewassen. De wintereitjes zijn zwart. In april komen de stammoeders uit het ei. De tot 2,3 mm grote luizen zijn groen en hebben zwarte sifonen. Ze zijn levendbarend. De generatie luizen, die de stammoeders voortbrengen, planten zich parthenogenetisch voort. In juli en augustus ontstaan er gevleugelde exemplaren, die voor de verspreiding zorgen. In de herfst worden er ongevleugelde mannetjes en geslachtelijk voortplantende vrouwtjes voortgebracht. Na de bevruchting zet elk vrouwtje eitjes af op jonge twijgen. De luizen scheiden honingdauw af.

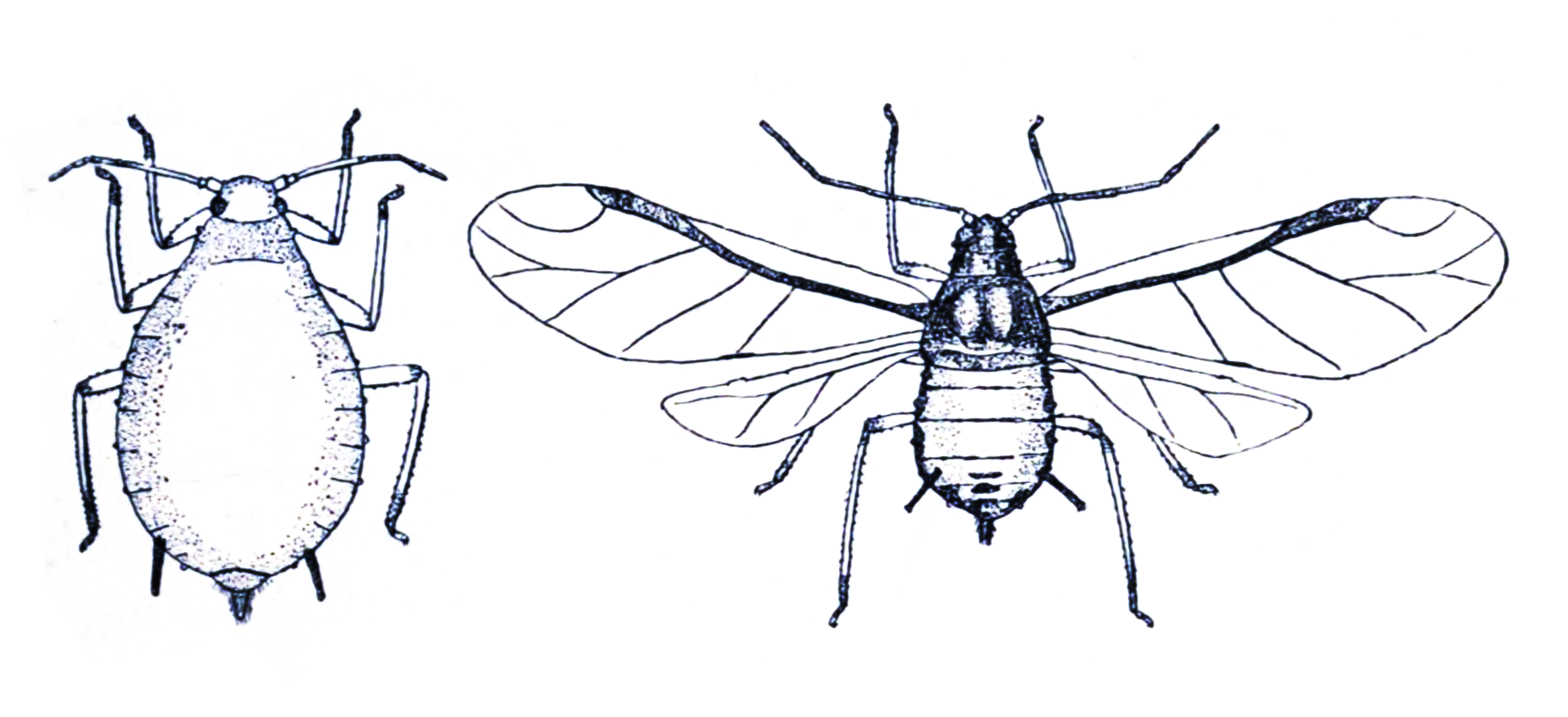
Ongevleugeld (a) en gevleugeld exemplaar (b)